# Turkish Star Wars
 (mars 2022).
Si vous disposez d'ouvrages ou d'articles de référence ou si vous connaissez des sites web de qualité traitant du thème abordé ici, merci de compléter l'article en donnant les références utiles à sa vérifiabilité et en les liant à la section « Notes et références ».
Série
L'Homme qui sauva le monde, le retour
(2006)
Pour plus de détails, voir Fiche technique et Distribution.
Dünyayı Kurtaran Adam (trad. litt. « L’homme qui sauva le monde »), plus connu sous le nom de Turkish Star Wars, est un film turc de science-fiction et d’aventure réalisé par Çetin İnanç et sorti en 1982.
Considéré (avec Plan 9 from Outer Space) comme le plus grand nanar de science-fiction de tous les temps, ce film a connu un certain succès sur Internet où est raillé le caractère loufoque et artisanal du film.
Une suite, intitulée L'Homme qui sauva le monde, le retour (Dünyayı Kurtaran Adam'in Oğlu) fut produite en 2006. Réalisée sous la forme d’un film comique, cette suite parodie les films de science-fiction à succès en faisant quelques clins d’œil au film original.

## Synopsis
Dans le futur, l'Homme est parti à la conquête de l'espace, et colonise d'autres planètes. L'humanité vit paisiblement et possède une technologie très avancée. Mais de méchants hommes souhaitent utiliser ces technologies pour devenir immortels. S'opposent alors les membres de l'Empire Tyrannique (qui veulent être immortels) et les gentils humains (qui ne veulent pas devenir immortels). S'ensuit une guerre nucléaire entre les deux camps. Pour se protéger de l'Empire Tyrannique, les gentils humains créent un bouclier autour de la Terre avec la force de volonté de leur cerveau. Les Méchants de l'Empire Tyrannique n'ayant pas de cerveaux, ils ne peuvent passer en travers de ce bouclier et détruire la Terre.
Murat et Ali, deux pilotes de vaisseaux spatiaux de l'armée des gentils humains, s'écrasent sur une planète inconnue au cours d'une bataille.
Après s'être écrasés sur la planète inconnue, Murat et Ali entament leur exploration. Ils découvrent sur cette planète des ruines d'une civilisation millénaire, apparemment elle aussi victime d'une guerre nucléaire. Mais Ali attire par inadvertance des Cavaliers Squelettes qui tentent de capturer nos héros. Ceux-ci parviennent à combattre les méchants et à voler leurs chevaux. Néanmoins, des soldats de l'Empire Tyrannique parviennent à arrêter les deux gentils humains et à les capturer. Murat et Ali sont emmenés dans une sorte d'arène où un être maléfique appelé « Le Sorcier » envoie se faire massacrer de pauvres hommes. Ni une, ni deux, Murat et Ali décident de se libérer et de combattre les méchants. Ils parviennent à les faire s'enfuir, et sont recueillis par la population locale. Ici, ils découvrent une femme, un enfant et un prophète. Celui-ci leur raconte l'histoire de la Treizième Tribu, la civilisation millénaire dont descendent les hommes. Il leur explique aussi que le Sorcier ne cesse d'asservir le peuple de cette planète. Murat et Ali décident alors d'anéantir cet ennemi.
Mais Le Sorcier s'est rendu compte que deux gentils humains sont venus sur cette planète. Il décide alors de les capturer afin d'utiliser leurs cerveaux pour détruire la Terre. Il envoie donc ses sbires attaquer les gentils humains qui ont sauvé nos héros. Après une bataille épique, ils arrivent à s'échapper. Le lendemain, Murat et Ali s'entraînent afin d'avoir la force de combattre Le Sorcier. Ensuite, ils partent en ville.
Dans un bar, les deux gentils humains viennent en aide à un homme attaqué par des extraterrestres. À la fin du combat, Le Sorcier apparaît pour « inviter » nos deux héros. Ils sont alors menés à la demeure du Sorcier, guidés par ses soldats. Arrivés à la demeure, ils sont séparés. Murat va parler au Sorcier en personne alors qu'Ali manque de se faire corrompre par la femme de leur ennemi qui joue de ses charmes... Le Sorcier propose à Murat de s'allier à lui. Murat refuse, et, en voyant que la femme et l'enfant ont été capturés, commence à combattre les sbires du Sorcier. Il est rejoint plus tard par Ali, qui a réussi à se défaire de ses propres agresseurs. Mais les Méchants sont trop nombreux et ils sont quand même capturés. 
Ils doivent d'abord endurer le supplice de la Terre. Ils en sortent vivants. Murat doit ensuite se battre contre un monstre du Sorcier. Il en sort vainqueur. Les Méchants s'enfuient, mais Ali s'est fait capturer. Le Sorcier tente alors de prendre possession de son cerveau. Murat, voulant sauver son meilleur ami, suit les ordres du prophète, qui lui dit d'accomplir la prophétie de la Treizième Tribu en allant chercher, avec l'aide de la femme (qui s'avère être la fille du prophète) deux reliques possédant une très grande puissance, plus que le Sorcier lui-même : l'Épée de Puissance et le Cerveau de la Treizième Tribu. 
Après une quête mouvementée à travers le temple, ils trouvent ce qu’ils cherchaient. Parallèlement à cela, Le Sorcier ne parvient pas à prendre possession du cerveau d’Ali (celui-ci ayant un cœur pur). Murat, après quelques altercations avec les sbires du Sorcier, parvient à libérer Ali mais celui-ci est jaloux de Murat, qui possède l’Épée de Puissance. Ali vole l’Épée et le Cerveau, et blesse son ami. Il ramène ces reliques au prophète… qui est en fait Le Sorcier déguisé ! Ali, déconcerté, manque de se faire tuer par ce personnage maléfique. Heureusement Murat (qui a repris ses esprits) vient le sauver. Ils en sortent vivants mais Le Sorcier a touché l’Épée et le Cerveau : cela entraîne la mort du prophète et Le Sorcier a maintenant le pouvoir de détruire la Terre.
Ali se sent coupable de la mort du prophète et, ayant fait ses excuses à Murat, il saute en dehors du refuge où nos amis étaient cachés et Ali se fait tuer instantanément par les Méchants dans une explosion. S’ensuit alors une émouvante scène d’adieu adjointe d’un paragraphe sur les femmes et le cœur des hommes ; la puissance indicible de leur volonté…
Murat, poussé par une rage et une soif de vengeance indescriptible, décide de faire fondre l’Épée et le Cerveau pour se concocter des gants de puissance et des chaussures de puissance. Ensuite il fonce vers l’armée du Sorcier, tue à peu près tout ce qui est méchant et, après un combat acharné, arrive face au Sorcier. Parallèlement, de nombreux bombardements ont lieu à l’échelle spatiale. Dans un déluge de sons, de fumée et de cris, notre héros affronte vaillamment le sorcier. Il triomphe, déjoue les pièges de celui-ci et l’achève en le coupant en deux. Le monde est sauvé à présent ! Toute la population acclame Murat qui, au grand désarroi de tout le monde (et surtout de la fille du prophète), doit rentrer sur Terre en vaisseau discoïdal pour de nouvelles aventures.

## Fiche technique
- Réalisation : Çetin İnanç
- Scénario : Cüneyt Arkin
- Production : Mehmet Karahafiz
- Photographie : Çetin Gürtop
- Montage : Necdet Tok
- Directeur artistique : Çetin Gürtop
- Distribution : Necdet Tok
- Pays :  Turquie
- Langue : turc
- Date de sortie :
  - Turquie : 1982

## Distribution
- Cüneyt Arkın
- Aytekin Akkaya (tr)
- Hüseyin Uçar
- Necla Fide (az)
- Hikmet Tasdemir

## Autour du film
- C'est Cüneyt Arkın lui-même qui a signé le scénario de ce film.

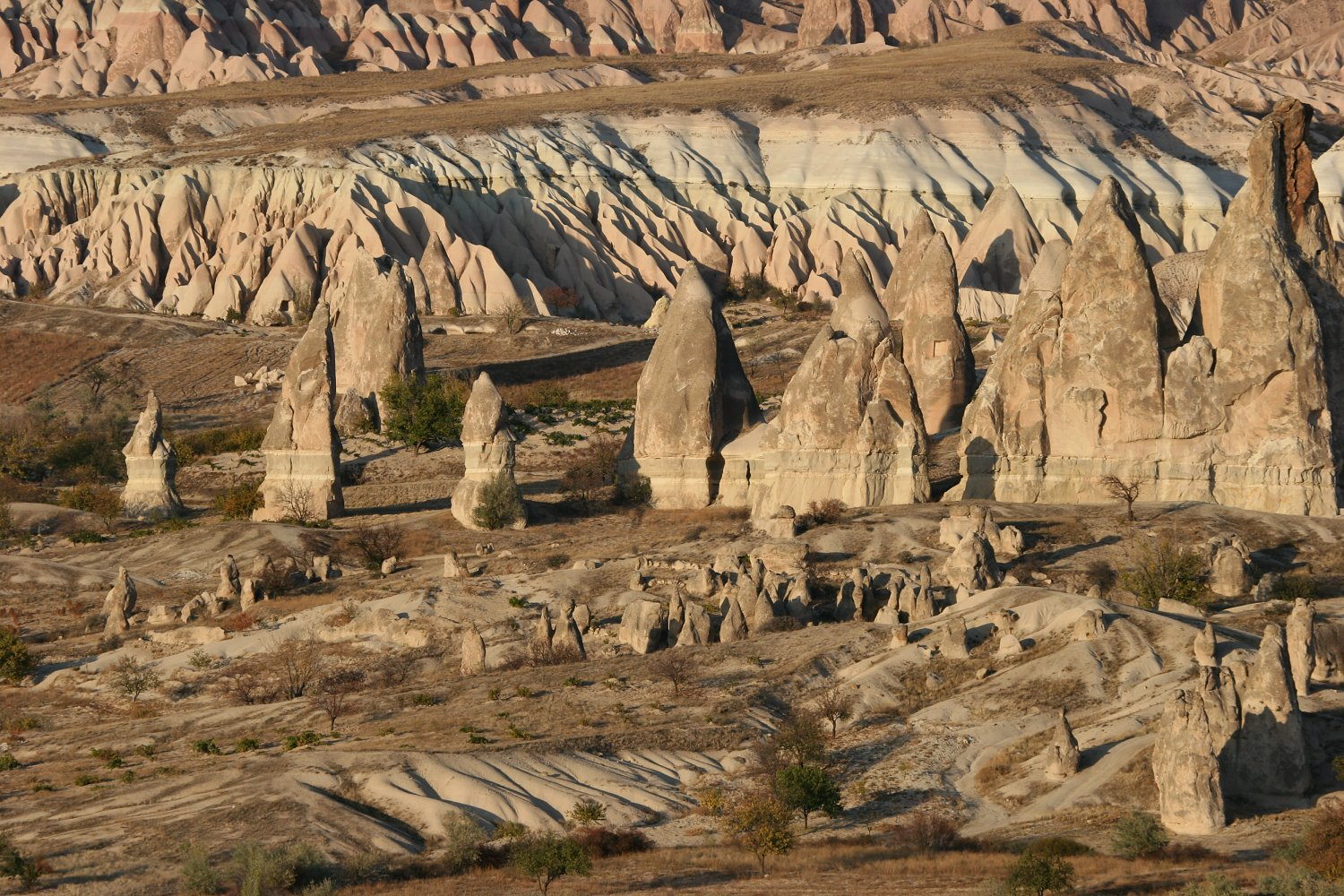
Paysage de Cappadoce (ici la vallée de Göreme), où le film fut intégralement tourné.

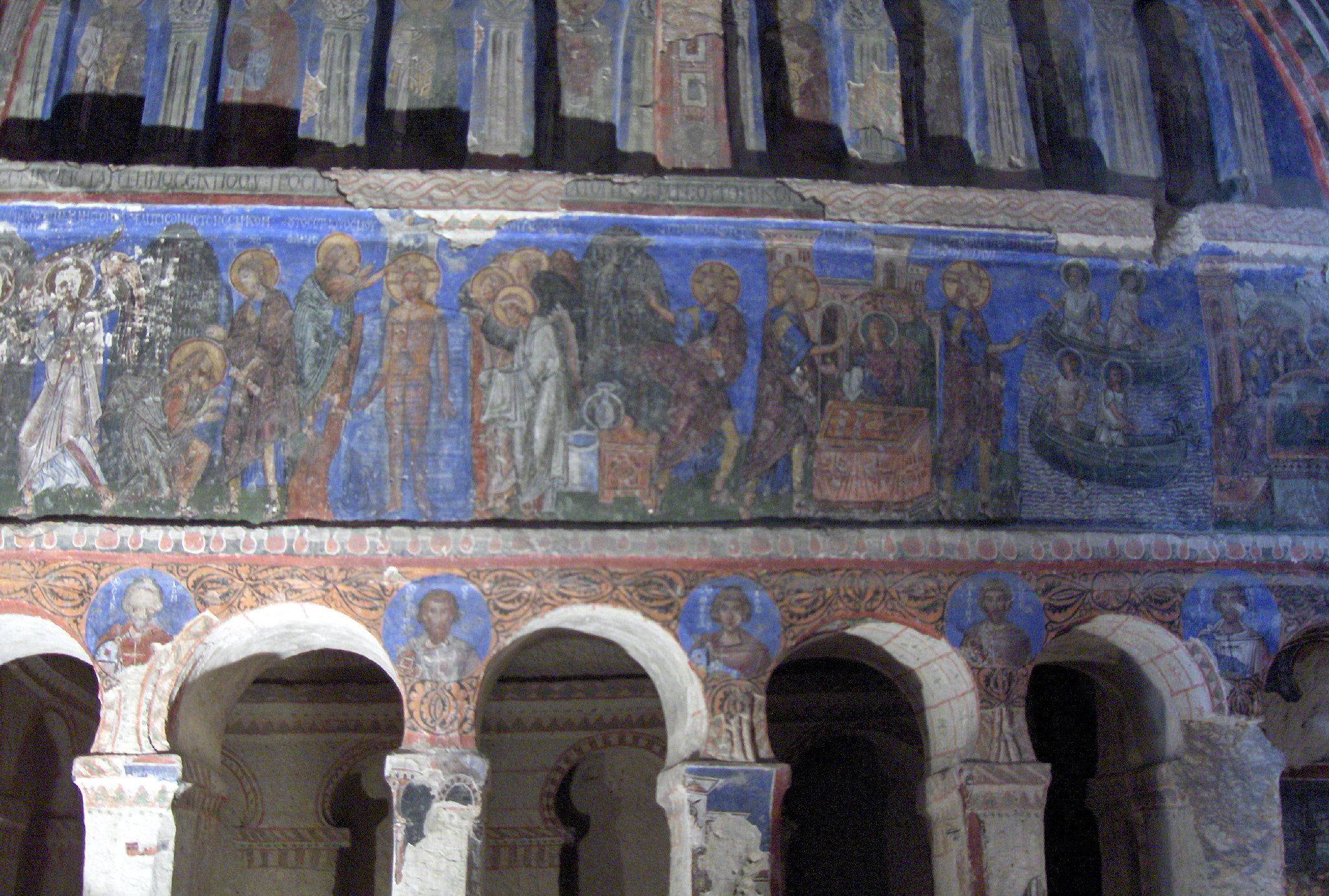
Certains sites archéologiques célèbres apparaissent dans le film (ici, l’église Tokali).

- Le film a été tourné en Cappadoce. On aperçoit d’ailleurs les célèbres maisons troglodytes d’Üçhisar à de nombreuses reprises dans le film. Certaines scènes semblent également prendre place dans les cités souterraines de Kaymaklı et/ou de Derinkuyu. Enfin, quelques séquences du film se déroulent dans l'une des églises byzantines de la vallée de Göreme : l'église Tokali (es).
- Ce film est aussi connu pour sa narration très particulière : en effet, dans la version originale turque, un grand nombre de dialogues n'ont pas de sens et il y a de nombreuses incohérences, ce qui fait que même pour une personne turcophone, le film est difficilement compréhensible.
- Une suite, L'Homme qui sauva le monde, le retour (Dünyayı Kurtaran Adam'in Oğlu signifiant Le fils de l’homme qui sauva le monde) fut récemment tournée, mais elle prend un ton plus humoristique afin de se moquer d’elle-même à la suite de la réputation de nanar de l’original. Les fans non turcs ont été généralement déçus, principalement en raison de la très petite présence de Cüneyt Arkın. On note également dans ce film l’apparition de Pascal Nouma, footballeur français ayant anciennement évolué dans le championnat turc.
- Longtemps considérée comme perdue, la copie originale 35 mm fut retrouvée le 7 juillet 2016 chez un projectionniste turc à la retraite et a été rachetée par le réalisateur et producteur Ed Glaser[3].

## Un film très artisanal
- Si vous ne connaissez pas le sujet, laissez ce bandeau (vous pouvez alors contacter les auteurs).
- Si vous supprimez le contenu mis en cause (vous pouvez préalablement contacter les auteurs),

argumentez précisément cette suppression dans la page de discussion
(un manque de référence n'est pas un argument ; une recherche réelle de référence doit avoir été effectuée, être formellement documentée).

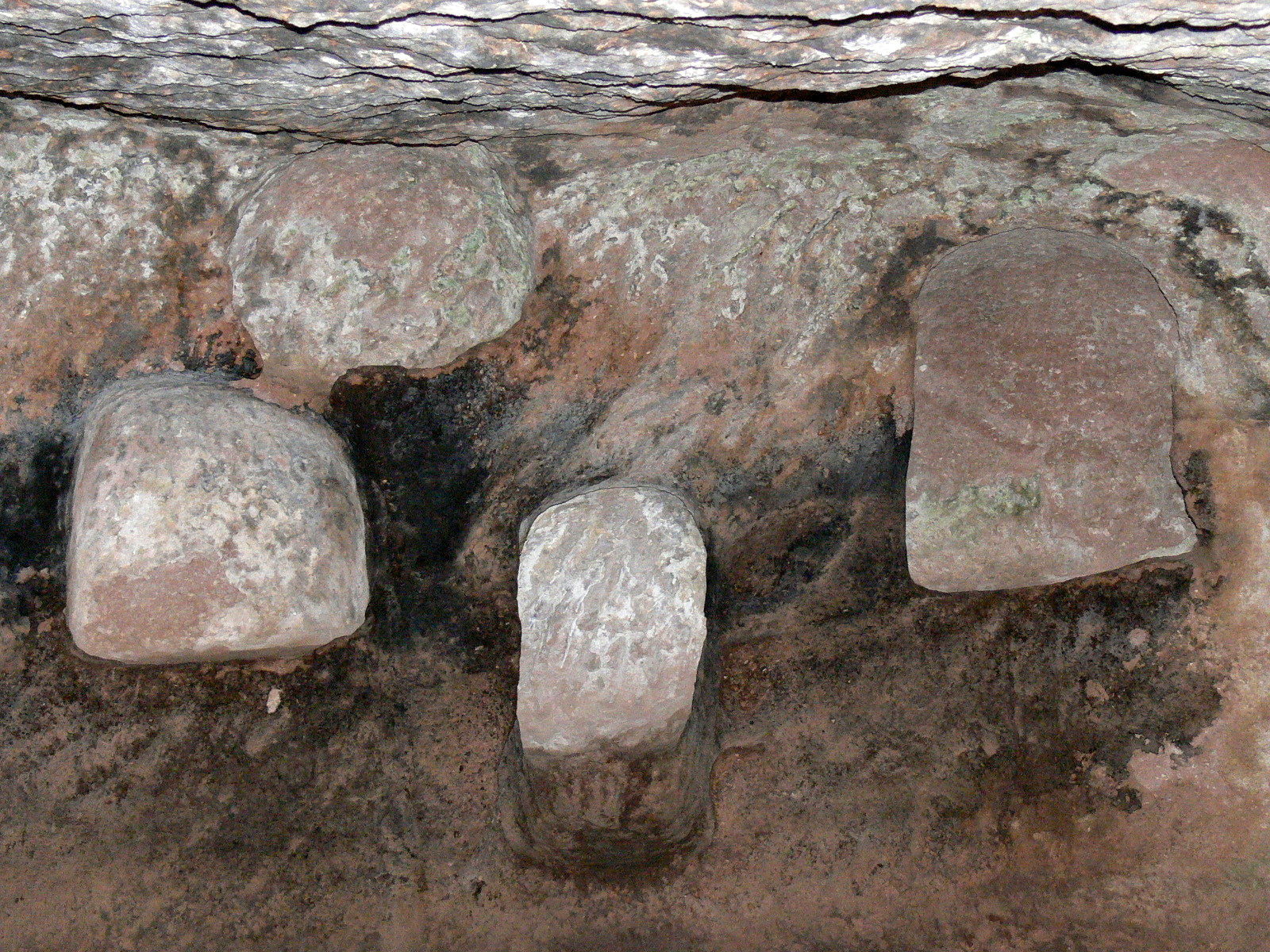
Certaines scènes ont été tournées dans les célèbres cités souterraines de Cappadoce, ce qui rajoute au ridicule du film qui présente des scènes tournées dans des monuments célèbres biens connus du public turc.

Dunyayi Kurtaran Adam est un film considéré comme culte par les amateurs de nanars (l’un des 25 pires selon le site Nanarland). C’est son scénario, son script ainsi que ses effets spéciaux et ses nombreuses incohérences qui ont rendu ce film célèbre.

### Une qualité d'image médiocre
La première chose qui frappe les spectateurs est la mauvaise qualité de l'image : l'aspect en est très flou, le défilement de la pellicule, très instable, tressaute par moments, des corps étrangers sur la pellicule sont visibles (cheveux, poussières, etc.), enfin la luminosité est très faible et la couleur verte prédomine. Ces défauts sont dus au fait que l'équipe de tournage et de production du film était très réduite et avait des moyens matériels plus que limités (absence de matériel d'éclairage adéquat, étalonnage hasardeux, etc.)

### De nombreuses atteintes au droit d'auteur
Si le film a été surnommé Turkish Star Wars, c'est en raison de ses scènes plagiées sur d’autres films dont Star Wars. Plus que du plagiat, ce sont de réelles atteintes aux droits d'auteur qui sont visibles. En effet, jusqu’à une période relativement récente, de nombreux films populaires n’étaient pas exportés dans les pays du Moyen-Orient. L’industrie cinématographique turque étant alors en plein essor, de nombreux producteurs et réalisateurs s'inspiraient librement des grands succès américains pour leurs propres films, jusqu’à utiliser des éléments graphiques ou musicaux de films étrangers dans leurs propres films. C’est ce qui s’est passé dans Dunyayi Kurtaran Adam : la scène d’ouverture du film est composée de stock-shots de La Guerre des étoiles et la bande-son du film est principalement composée de thèmes provenant de films comme Les Aventuriers de l'arche perdue, Flash Gordon, la version discoïde de Galactica par Giorgio Moroder, Ben Hur, Silent Running, La Planète des singes, Le Trou noir, Moïse ou encore Moonraker.

### Des incohérences géographiques

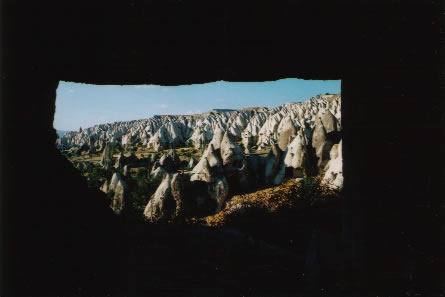
Photo prise exactement au même endroit que certains plans du film durant la scène de l'Entraînement.

L’histoire du film se déroule sur un fragment de la Terre, celle-ci s’étant morcelée à la suite d’une guerre nucléaire. Pourtant, d’innombrables incohérences géographiques sont présentes. Nous savons que le film se déroule en Cappadoce, en raison des nombreux lieux caractéristiques de cette région qui sont visibles dans le film (voir plus bas). Pourtant, au début du film, les deux héros sont dans le désert et aperçoivent la pyramide de Khéops ainsi que le Sphinx de Gizeh, qui se situent non pas en Turquie mais en Égypte.
De plus, certains monuments célèbres visibles dans le film voient leur fonction changée : par exemple, l'église byzantine Tokali (es) (un des plus célèbres monuments religieux de la vallée de Göreme) se voit être tantôt un temple millénaire construit par une civilisation disparue, tantôt une mosquée.

### Des scènes de combat grotesques
Le film, essayant tant bien que mal de suivre les standards des films de science-fiction de l'époque, possède de nombreuses scènes de combat. Néanmoins, leur réalisation laisse beaucoup à désirer. D'abord les deux héros sont présentés comme des soldats excellant dans l'art du combat, alors qu'ils n'ont pas l'air très athlétiques, ce qui amoindrit la crédibilité des scènes, rendues d'autant plus risibles par le jeu des acteurs : les méchants frappent très doucement les héros, attendent d'être frappés par eux et ces derniers ont un jeu si exagéré et stéréotypé qu'ils perdent en crédibilité. De plus, de nombreux artifices sont utilisés lors du tournage, le plus connu restant celui du trampoline, utilisé pour faire croire que le héros fait des bonds impressionnants.

### Une esthétique douteuse
Dünyayı Kurtaran Adam est un film de science-fiction ; par conséquent, de nombreuses créatures belliqueuses apparaissent tout au long du film. Mais les moyens limités de l’équipe de tournage les contraignirent à utiliser du matériel de récupération pour réaliser les costumes et autres objets du film. Cela eut pour conséquence la création de costumes très médiocres qui participèrent grandement à la popularité du film. Parmi les créatures les plus marquantes, nous pouvons citer :
- les cavaliers-squelettes (les premières créatures que l’on aperçoit) sont habillés avec des costumes de squelette identiques à ceux que l’on peut trouver chez les commerçants pendant la période d’Halloween, avec en plus un casque en plastique et des lances qui semblent elles aussi être en plastique ;
- une réplique de soldats impériaux est visible à plusieurs reprises : ils portent une armure grise en plastique ainsi qu’une arme tirant des rayons laser. Ces rayons laser ont d’ailleurs été rendus en appliquant du correcteur liquide sur la pellicule ;
- un robot (surnommé « Le robot bleu maléfique » par les anglophones, soit « The evil blue robot ») est l’un des hommes de main du Sorcier, le méchant du film. Il est constitué d’une carapace en plastique bleu surmontée d’un dôme en plexiglas et d’un gyrophare. Il parle en hachant ses mots comme la plupart des robots de science-fiction, et tout comme les répliques de soldats impériaux il tire des rayons lasers rendus avec du correcteur liquide à même la pellicule ;
- des momies, étant en réalité des gentils humains transformés en créatures maléfiques par le Sorcier, attaqueront les héros. Elles sont réalisées en papier et en tissu déchiré. À noter qu’elles ont été réutilisées dans un autre film du même réalisateur : Son Savaşçı (tr) ;
- les « monstres écarlates » sont les créatures les plus connues du film. Ce sont des animaux humanoïdes entièrement constitués d’une fourrure rouge et noire. Leur cri semble avoir été réalisé en soufflant dans un tube. Il existe une variante de ces créatures ayant un pelage entièrement noir et une tête d’une forme différente ;
- un ninja asiatique — pour donner l’illusion d’un personnage asiatique, un masque en latex lui a été attribué. Il se bat en poussant de grands cris ;
- les extraterrestres du bar — les acteurs de ces monstres portant un masque en latex, voire en argile peint : on ne les voit que dans des plans très brefs ;
- un monstre possédant une fourrure brune et qui utilise ses ongles pour se défendre en fouettant ses proies. Ces derniers sont d’ailleurs réalisés en tissu… ;
- des statues mouvantes, gardiennes des reliques du temple millénaire. Elles sont réalisées avec un papier similaire à celui d’un sac poubelle, mais doré (peut-être des couvertures de survie) ;
- enfin, le Sorcier lui-même — son costume est réalisé en plastique et en tissu : on notera son masque, qui est réalisé en osier.

Les autres personnages ont des costumes tout aussi artisanaux. On notera par exemple certains soldats du Sorcier qui portent des saladiers en guise de casque.